# Bertie Auld
Pour les articles homonymes, voir Auld.
Bertie Auld, né le 23 mars 1938 à Glasgow (Écosse) et mort le 14 novembre 2021, est un footballeur écossais, qui évoluait au poste de milieu de terrain au Celtic et en équipe d'Écosse.
Auld n'a marqué aucun but lors de ses trois sélections avec l'équipe d'Écosse en 1959. Il fait partie du Scottish Football Hall of Fame, depuis 2009, lors de la sixième session d'intronisation.

## Carrière de joueur
- 1955-1956 : Celtic
- 1956-1957 : Dumbarton
- 1957-1961 : Celtic
- 1961-1965 : Birmingham City
- 1965-1971 : Celtic
- 1971-1973 : Hibernian

## Palmarès

### En équipe nationale
- 3 sélections et 0 but avec l'équipe d'Écosse en 1959.

### Avec le Celtic de Glasgow
- Vainqueur de la Coupe d'Europe des clubs champions en 1967.
- Vainqueur du Championnat d'Écosse de football en 1966, 1967, 1968, 1970 et 1971.
- Vainqueur de la Coupe d'Écosse de football en 1967, 1969 et 1971.
- Vainqueur de la Coupe de la Ligue écossaise de football en 1966, 1967, 1968, 1969 et 1970.

### Avec Birmingham City
- Finaliste de la Coupe des villes de foires en 1961.
- Vainqueur de la Coupe de la Ligue anglaise de football en 1963.